# Daniel Malmström
Daniel Malmström, tidigare Jonasson, född 1767, död 19 maj 1806 i Danviks hospital och Sicklaö församling, var en svensk instrumentmakare. Han var pianotillverkare i Stockholm 1802–1804. Han tillverkade även organochordium.

## Biografi
Malmström lärde sig bygga hammarflyglar mellan 1786 och 1797 i S:t Petersburg i Ryssland. Han arbetade som gesäll hos orgelbyggare Olof Schwan mellan 1800 och 1801. Han var verksam som klaverbyggare mellan 1802 och 1804 i Stockholm. Malmström avled 24 maj 1806 i Danviks hospital och Sicklaö församling.
Malmström var från 1802 bosatt på Styrmansgatan 71 (kvarter Lindormen 71).
Malmström gifte sig 9 november 1802 i Hedvig Eleonora församling med Ulrica Dahl (tidigare Gillberg, 1763–1806). De fick tillsammans en son vid namn Johan Peter (född 1801).

## Klaver
- 1802 - Hammarflygel. Finns idag på Nordiska museets samlingar (inventarienummer 89695).